# Enllaç C-Te
Els compostos d'organotel·luri (o compostos orgànics del tel·luri) són compostos químics que contenen un enllaç químic entre carboni (C) i tel·luri (Te) (enllaç C-Te).
La química de l'organotel·luri és la ciència corresponent que explora les propietats, l'estructura i la reactivitat d'aquests compostos. La química dels organotel·luris és una àrea poc estudiada, en part per les poques aplicacions.

## Grups funcionals
Es coneixen els anàlegs del tel·luri dels grups funcionals comuns d'organosulfur i organoseleni. Tanmateix, els tel·lurols són inestables pel que fa a l'oxidació als ditel·lúrurs. Els compostos organotel·lúrics que es troben habitualment són diorganomonotel·lúrurs i ditel·lúrurs, R₂Te i (RTe)₂, respectivament. Altres dues famílies de compostos d'organotel·lur(IV) estan ben desenvolupades: R4−xTeClx i els tel·luròxids (R₂TeO).

## Síntesi i reaccions

### Compostos d'organotel·luri reduïts
Els compostos d'organotel·luri reduïts s'obtenen habitualment a partir de NaHTe i tel·lurur de liti: 
Li₂Te + 2 RBr → R₂Te + 2 LiBr
Una ruta directa als compostos d'organoliti comença a partir de reaccions d'organoliti o de reactius de Grignard amb tel·luri:
Te + ArLi → ArTeLi
El butil-liti dona el tel·lúrid de manera similar:
Te + BuLi → BuTeLi
Els anions organotel·lúrurs es poden oxidar o alquilar:
2 RTeLi + 0.5 O₂ + H₂O → RTeTeR + 2 LiOH
RTeLi + R'Br → RTeR' + LiBr
Els diorganoditel·lúrurs són valorats com intermedis, especialment els derivats arílics com el ditel·lurur de difenil:
Ar₂Te₂ + RLi → RTeAr + LiTeR
Ph₂Te₂ + 2 Li → 2 LiTePh

### Derivats del TeCl₄

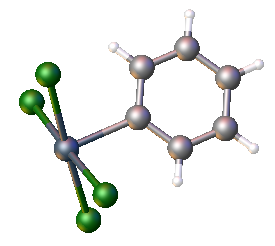
Estructura de PhTeCl₄−. Distàncies seleccionades: Te-Cl = 250-253, Te-C = 213 pm.

Una sortida de la química del sofre i del seleni és la disponibilitat del tetraclorur, TeCl₄. Reacciona amb els arens per donar triclorurs d'ariltel·luri:
ArH + TeCl₄ → ArTeCl₃ + HCl
Per als arens rics en electrons, es produeix la disubstitució
ArH + ArTeCl₃ → Ar₂TeCl₂ → + HCl
El tetraclorur de tel·luri s'afegeix a través d'alquens i alquins als triclorurs de clorotel·luri:
RCH=CH₂ + TeCl₄ → RCH(Cl)-CH₂TeCl₃
Els triclorurs d'organotel·luri adopten estructures dimèriques, que reflecteixen l'acidesa de Lewis del centre de Te(IV). Els dímers poden ser escindits per halogenurs i altres bases de Lewis:
RTeCl₃ + Cl− → RTeCl₄−
Els anions RTeCl₄− (i els adductes relacionats RTeCl₃L) adopten estructures piramidals quadrades amb els grups electronegatius al pla.
Els clorurs d'organotel·lúri (IV) són susceptibles a reaccions de substitució on el clorur és substituït per altres halogenurs i pseudohalogenurs. El grup TeClx també es pot eliminar amb níquel de Raney.

Els compostos organotel·luri(IV) participen en les reaccions d'Stille:

Acoblament creuat de compostos organotel·lúrics amb organoestanys

### Tel·luròxids
En general, els tel·luròxids estan relacionats amb sulfòxids i selenoxids pel que fa a les seves estructures. Però a diferència dels seus anàlegs més lleugers, es polimeritzen (reversiblement) quan es cristal·litzen. De manera anàloga a l'oxidació del selenòxid, els tel·luròxids al·lílics experimenten reordenaments [2,3]-sigmatròpics formant alcohols al·lílics després de la hidròlisi. També anàloga a l'eliminació del selenòxid, certs tel·luròxids donen alquens en escalfar-se.

## Aplicacions
El telurur de dimetil s'utilitza en la deposició de vapor mitjançant processos químics organometàl·lics on serveix com a font volàtil de tel·luri. És l'únic compost organotel·lúric que s'ha quantificat en mostres ambientals.